# Vincent Bacallar
Vincent Bacallar, marquis de Saint–Philippe et vicomte de Fuentehermosa, en espagnol Vicente Bacallar y Sanna, en italien Vincenzo Bacallar (Cagliari (Sardaigne, à présent Italie), 6 février 1669 - La Haye (Pays-Bas), 11 juin 1726), fut un historien, politicien, diplomate, philosophe de la politique, poète, linguiste, militaire sarde,,,, né dans une famille de la noblesse sarde quand le royaume de Sardaigne faisait partie de la couronne d'Espagne.

## Biographie
Issu d'une famille de la noblesse sarde d'origine valencienne, peut–être il passa une partie de sa jeunesse en Espagne, où reçut une formation intensive militaire et politique. Il devint gouverneur militaire de Sardaigne, avec le titre de gouverneur du Cap de Cagliari et Gallura.
Pendent la guerre de succession d'Espagne, quand la noblesse sarde se partagea entre les supproters des Bourbons et des Habsbourg, Bacallar demeura fiel à l’héritier désigné par le roi Charles II, c’est-à-dire le duc d’Anjou, futur Philippe V. Pour sa loyauté au roi, qui lui coûta l’exil, fut créé marquis de Saint–Philippe (titre non féodal mais nommé avec référence au saint patron du roi) et vicomte de Fuentehermosa en 1709.
Quand l’île se rendit à l’Archiduc Charles, il fut forcé à se retirer à Madrid, mais sans renoncer à la possibilité de reconquérir son île natale. Après avoir pris parti le de la délégation espagnole au traité d’Utrecht (1713), qui avec celui de Rastatt (1714) sanctionna la cession de la Sardaigne à l'Empire, fut nommé ambassadeur (envoyé extraordinaire et ministre plénipotentiaire) à Gênes. Là-bas il appuya la tentative infructueuse par le cardinal Alberoni de reconquérir la Sardaigne à la couronne espagnole. L’île fut effectivement reconquise en 1717, mais elle dut être abandonnée en 1720 (Guerre de la Quadruple-Alliance). Après la paix de Cambrai, l’île fut échangée avec la Maison de Savoie pour la Sicile.
En même temps, Vincent Bacallar se consacra à une intense activité intellectuelle : en 1713 il fut membre fondateur de l’Académie royale espagnole, pour laquelle il contribua au premier dictionnaire (publié à Madrid en 1726) ; il écrivit le poème court Los Tobias (1709), le poème El Palacio de Momo (1714), le traité de philosophie politique Monarchia Hebrea (1719), une Description géographique, historique et politique du royaume de Sardaigne (1714) et El arte del reynar (1724), un traité de pédagogie politique.
À propos de la guerre de succession il écrivit en espagnol les Commentaires de la guerre d’Espagne et histoire de son roi Philippe V le Courageux depuis le début de son règne jusqu’à la paix générale de l’an 1725, dont l’édition française de 1756 avec le titre Mémoires pour servir à l'histoire d'Espagne sous le règne de Philippe V eut un grand succès et lui donna une célébrité posthume dans toute l’Europe. Dans cette œuvre, commandée par le roi lui–même, le marquis s’engagea à rapporter les faits qui se déroulèrent tant en Espagne comme à l’étranger pendant la guerre de succession avec objectivité. Cela est démontré par le respect avec lequel il traita les deux parties. Pour cela, les Commentaires ne furent pas appréciée par le pouvoir et pour ordre de Philippe V l’édition génoise — la première — fut retirée de la circulation.
En 1724 le marquis fut nommé ambassadeur aux Pays–Bas, afin d’obtenir la neutralité de ceux derniers, et y mourut deux ans après, à cause d’une apoplexie. Il laissa une bibliothèque de seize mille volumes.

## Œuvres
Éditions originales :
- Monarchia hebrea, Madrid, 1702 ;
- Los Tobias, su vida escrita en octavas rimas, Madrid, 1709 ;
- Comentarios de la guerra de España e historia de su Rey Phelipe V el animoso desde el principio de su regnado hasta la paz general del año 1725, Gênes, 1725 ;
- Palacio de Momo. Apologia yocoseria por la historia de la Iglesia, y del mundo, y por su autor d. Gabriel Aluarez de Toledo y Pellicer, defendiendole de vna carta anonyma, aunque con el nombre de Maestro de Niños, que supone ser impressa en Zaragoza, y dirigida al mesmo autor, despues de haver muerto. Escribio la apologia Encio Anastasio, Heliopolitano. Sacala a luz vn amigo de don Gabriel, avec le nom de plume d’Encio Anastasio[8], Lyon[9], 1714 ;
- La Sardaigne paranymphe de la paix. Description géographique, historique et politique du royaume de Sardaigne, Paris, 1714 (anonyme); La Sardegna Paraninfa della Pace e un piano segreto per la sovranità 1712-1714, Stuttgart 2011, a cura di Sabine Enders.
- El arte del reynar: dirigido al senor rex Luis Primero, por el marqués de San Felipe, Madrid, 1724.

Toutes ses œuvres eurent beaucoup d’éditions, surtout les "Commentaires" qui, bien qu’interdits par Philippe V, parurent en castillan, français, latin et allemand au XVIIIe siècle.

## Sources
- (es)/(it) Cet article est partiellement ou en totalité issu des articles intitulés en espagnol « Vicente Bacallar » (voir la liste des auteurs) et en italien « Vicente Bacallar » (voir la liste des auteurs).